# I3D.net
i3D.net（あい すりーでぃー ねっと）は、オランダのホスティングプロバイダ会社である。

## 沿革
i3D.netは2002年にオランダのロッテルダムで設立された。2018年時点では、全世界の25の拠点を持ち、約1万500台のサーバーを管理している。オランダで特に急成長しているテクノロジー企業のひとつである。

## サービス
2005年以降はゲームサーバーを管理するためのソフトウェアを開発しており、クラウドサーバー、専用サーバー、ネットワークも提供している。またこのソフトウェアは、クロスプラットフォームで管理できるようになっている。これによりゲームソフトのデベロッパーが所定のスケジュールに従ってゲームを発売でき、ユーザー人口の急速な増加にも柔軟に対応できる。このソフトウェアは、Nintendo Wii、PlayStation、Xbox、PC上でクロスプラットフォームで動作する。

## インフラ
i3D.netのデータセンターは世界各国にあり、アムステルダム、フランクフルト、ロンドン、ワルシャワ、モスクワ、マイアミ、ワシントン、ダラス、ロサンゼルス、ドバイ、ヨハネスブルク、サンパウロ、東京、香港、シンガポール、シドニーに拠点を置く。多くはオンラインゲーム用のサーバーとして運営している。ネットワークは、AMS-IX、DE-CIX、PTTサンパウロ、NL-ix、LINXなど、最大規模のインターネットノードでインターネットプロバイダに接続する。これはサーバーとプレイヤーとの接続応答速度（ping）を極力短くするためである。これらはオンラインゲームで、応答時間をできるだけ短くしてラグを防ぐための重要な技術である。